# Pirmin Bischof
 (janvier 2024).
Pirmin Bischof, né le 24 février 1959 à Soleure (originaire d'Eggersriet), est un homme politique suisse, membre du Centre.
Il est député du canton de Soleure au Conseil national de décembre 2007 à décembre 2011, puis au Conseil des États.

## Biographie
Pirmin Bischof naît le 24 février 1959 à Soleure. Il est originaire d'Eggersriet, dans le canton de Saint-Gall.
Il étudie le droit à l'Université de Berne et à la faculté de droit de Harvard à Cambridge (Massachusetts). Il obtient son doctorat en 1994 en droit international sur la responsabilité des produits. Il est actif en Suisse comme avocat et notaire et à New York comme avocat.
Il est partenaire dans un cabinet d'avocats à Soleure. Il représente et conseille des entreprises, associations et particuliers, principalement sur des questions liées à l'économie, au travail, aux contrats et au droit international. Il est membre des conseils d'administration de petites et moyennes entreprises et, depuis le 12 mars 2009, de la centrale nucléaire de Gösgen,.
Il a le grade de soldat à l'armée. 
De confession catholique-romaine, il est marié et père de deux enfants. Il habite à Soleure,.

### Parcours politique
Il siège depuis mai 1997 à l'exécutif de la ville de Soleure. D'avril 2005 à novembre 2007, il siège également au parlement du canton de Soleure. 
Aux élections fédérales de 2007, il est élu au Conseil national. Durant son mandat, il est membre de la Commission de l'économie et des redevances (CER). Il est aussi, en tant que membre de la direction du Parti démocrate-chrétien (PDC), porte-parole pour les questions économiques et financières. 
Aux élections fédérales de 2011, il est réélu au Conseil national, avant d'être élu au second tour de scrutin comme représentant du canton de Soleure au Conseil des États. Il est réélu au premier tour en 2023. Il siège au sein de la CER, qu'il préside de fin 2017 à fin 2019, de la Commission de politique extérieure (CPE), qu'il préside à partir de fin 2021 à fin 2023, de la Commission des affaires juridiques (CAJ) de 2011 à 2015 puis de la Commission de la sécurité sociale et de la santé publique (CSSS) et enfin de la Commission de l'environnement, de l'aménagement du territoire et de l'énergie (CEATE) à partir de juin 2019.